# Copa de Clubes de Asia 1987
La Copa de Clubes de Asia de 1987 fue la 7ª edición del torneo de fútbol a nivel de clubes más importante de Asia organizado por la AFC.
El Yomiuri FC de Japón venció en la final al Al-Hilal de Arabia Saudita para ser campeón por primera vez.

## Fase de Clasificación

### Grupo 1
Involucraba equipos de Irán, Siria, Jordania y 2 equipos de Yemen, pero todos aparentemente abandonaron el torneo o fueron excluidos del mismo por enterarse donde se jugaba la ronda semifinal.

### Grupo 2
| Club          | Pts. | J | G | E | P | GF | GC | GD |
| ------------- | ---- | - | - | - | - | -- | -- | -- |
| Kazma SC      | 6    | 4 | 3 | 0 | 1 | 6  | 1  | +5 |
| Al-Hilal      | 5    | 4 | 2 | 1 | 1 | 6  | 3  | +3 |
| Muharraq Club | 4    | 4 | 2 | 0 | 2 | 5  | 7  | −2 |
| Al-Nasr       | 3    | 4 | 1 | 1 | 2 | 3  | 4  | −1 |
| Al-Fanja      | 2    | 4 | 1 | 0 | 3 | 4  | 9  | −5 |

Todos los partidos se jugaron en Kuwait.
| Kazma SC      | 0–1 | Al-Hilal      |
| Muharraq Club | 0–1 | Al-Nasr       |
| Kazma SC      | 3–0 | Muharraq Club |
| Al-Hilal      | 0–0 | Al-Nasr       |
| Al-Hilal      | 3–0 | Al-Fanja      |
| Kazma SC      | 1–0 | Al-Nasr       |
| Muharraq Club | 2–1 | Al-Fanja      |
| Kazma SC      | 2–0 | Al-Fanja      |
| Al-Hilal      | 2–3 | Muharraq Club |
| Al-Nasr       | 2–3 | Al-Fanja      |

### Grupo 3
| Club              | Pts. | J | G | E | P | GF | GC | GD  |
| ----------------- | ---- | - | - | - | - | -- | -- | --- |
| Al Rasheed        | 8    | 4 | 4 | 0 | 0 | 23 | 2  | +21 |
| Mohun Bagan AC    | 5    | 4 | 2 | 1 | 1 | 12 | 6  | +6  |
| Mohammedan SC     | 5    | 4 | 2 | 1 | 1 | 12 | 10 | +2  |
| Manang Marsyangdi | 2    | 4 | 1 | 0 | 3 | 8  | 19 | −11 |
| PAF FC            | 0    | 4 | 0 | 0 | 4 | 3  | 21 | −18 |

Todos los partidos se jugaron en Dhaka, Bangladés.
| Al Rasheed        | 2–0  | Mohun Bagan AC    |
| Mohammedan SC     | 6–2  | Manang Marsyangdi |
| Al Rasheed        | 5–1  | Mohammedan SC     |
| Mohun Bagan AC    | 6–1  | Manang Marsyangdi |
| Mohun Bagan AC    | 4–1  | PAF FC            |
| Al Rasheed        | 6–1  | Manang Marsyangdi |
| Mohammedan SC     | 3–1  | PAF FC            |
| Al Rasheed        | 10–0 | PAF FC            |
| Mohun Bagan AC    | 2–2  | Mohammedan SC     |
| Manang Marsyangdi | 4–1  | PAF FC            |

### Grupo 4
| Club            | Pts. | J | G | E | P | GF | GC | GD |
| --------------- | ---- | - | - | - | - | -- | -- | -- |
| Bangkok Bank FC | 3    | 2 | 1 | 1 | 0 | 7  | 0  | +7 |
| Air Force SC    | 2    | 2 | 0 | 2 | 0 | 1  | 1  | 0  |
| Victory SC      | 1    | 2 | 0 | 1 | 1 | 1  | 8  | −7 |

Todos los partidos se jugaron en Malé, Maldivas.
| Bangkok Bank FC | 0–0 | Air Force SC |
| Bangkok Bank FC | 7–0 | Victory SC   |
| Air Force SC    | 1–1 | Victory SC   |

### Grupo 5
| Club              | Pts. | J | G | E | P | GF | GC | GD  |
| ----------------- | ---- | - | - | - | - | -- | -- | --- |
| Federal Territory | 5    | 3 | 2 | 1 | 0 | 10 | 1  | +9  |
| KTYB              | 4    | 3 | 2 | 0 | 1 | 8  | 3  | +5  |
| Tiong Bahru CSC   | 3    | 3 | 1 | 1 | 1 | 3  | 5  | −2  |
| Kota Rangers FC   | 0    | 3 | 0 | 0 | 3 | 4  | 16 | −12 |

Todos los partidos se jugaron en Bandung, Indonesia.
| Federal Territory        | 2–0 | Tiga Berlian    |
| Tiong Bahru CSC          | 3–2 | Kota Rangers FC |
| Federal Territory        | 0–0 | Tiong Bahru CSC |
| Krama Yudha Tiga Berlian | 5–1 | Kota Rangers FC |
| Federal Territory        | 8–1 | Kota Rangers FC |
| Krama Yudha Tiga Berlian | 3–0 | Tiong Bahru CSC |

### Grupo 6
| Club       | Pts. | J | G | E | P | GF | GC | GD |
| ---------- | ---- | - | - | - | - | -- | -- | -- |
| August 1st | 4    | 2 | 2 | 0 | 0 | 5  | 0  | +5 |
| April 25   | 2    | 2 | 1 | 0 | 1 | 2  | 3  | −1 |
| Hap Kuan   | 0    | 2 | 0 | 0 | 2 | 1  | 5  | −4 |

Todos los partidos se jugaron en Dalian, China PR.
| August 1 | 2–0 | April 25 |
| August 1 | 3–0 | Hap Kuan |
| April 25 | 2–1 | Hap Kuan |

### Grupo 7
| Club           | Pts. | J | G | E | P | GF | GC | GD |
| -------------- | ---- | - | - | - | - | -- | -- | -- |
| Yomiuri FC     | 4    | 2 | 2 | 0 | 0 | 3  | 0  | +3 |
| South China AA | 0    | 2 | 0 | 0 | 2 | 0  | 3  | −3 |

Fue a partidos de ida  y vuelta.
| South China AA | 0–1 | Yomiuri FC     |
| Yomiuri FC     | 2–0 | South China AA |

## Semifinal

### Grupo A
| Club            | Pts. | J | G | E | P | GF | GC | GD |
| --------------- | ---- | - | - | - | - | -- | -- | -- |
| Al-Hilal        | 4    | 2 | 2 | 0 | 0 | 6  | 1  | +5 |
| Al Rasheed      | 2    | 2 | 1 | 0 | 1 | 7  | 3  | +4 |
| Bangkok Bank FC | 0    | 2 | 0 | 0 | 2 | 1  | 10 | −9 |

Todos los partidos se jugaron en Riyadh, Arabia Saudita.
| Al-Hilal   | 2–1 | Al Rasheed      |
| Al-Hilal   | 4–0 | Bangkok Bank FC |
| Al Rasheed | 6–1 | Bangkok Bank FC |

### Grupo B
| Club              | Pts. | J | G | E | P | GF | GC | GD |
| ----------------- | ---- | - | - | - | - | -- | -- | -- |
| Yomiuri FC        | 4    | 3 | 2 | 0 | 1 | 4  | 2  | +2 |
| Federal Territory | 4    | 3 | 1 | 2 | 0 | 3  | 2  | +1 |
| Kazma SC          | 3    | 3 | 1 | 1 | 1 | 3  | 3  | 0  |
| August 1st        | 1    | 3 | 0 | 1 | 2 | 1  | 4  | −3 |

Todos los partidos se jugaron en Kuala Lumpur, Malasia.
| Yomiuri FC        | 2–1 | Kazma SC          |
| Federal Territory | 1–1 | August 1          |
| Yomiuri FC        | 0–1 | Federal Territory |
| Kazma SC          | 1–0 | August 1          |
| Yomiuri FC        | 2–0 | August 1          |
| Federal Territory | 1–1 | Kazma SC          |

## Final
| Local      | Visita   | Resultado | Ida | Vuelta |
| ---------- | -------- | --------- | --- | ------ |
| Yomiuri FC | Al-Hilal | w/o       |     |        |

La final fue saboteada y el título lo ganó Yomiuri FC luego de que el Al-Hilal objetara la elección de los árbitros para el primer partido de la final, por lo que se negaron a jugar la final.
| Japón                |
| Yomiuri FC 1º título |